# Біологічна цілісність
Біологіч́на ці́лісність — здатність підтримувати і зберігати збалансовану, комплексну функціональність у природному середовищі того чи іншого регіону. Концепція застосовується головним чином в управлінні питними водними ресурсами.